# قلعة النهر

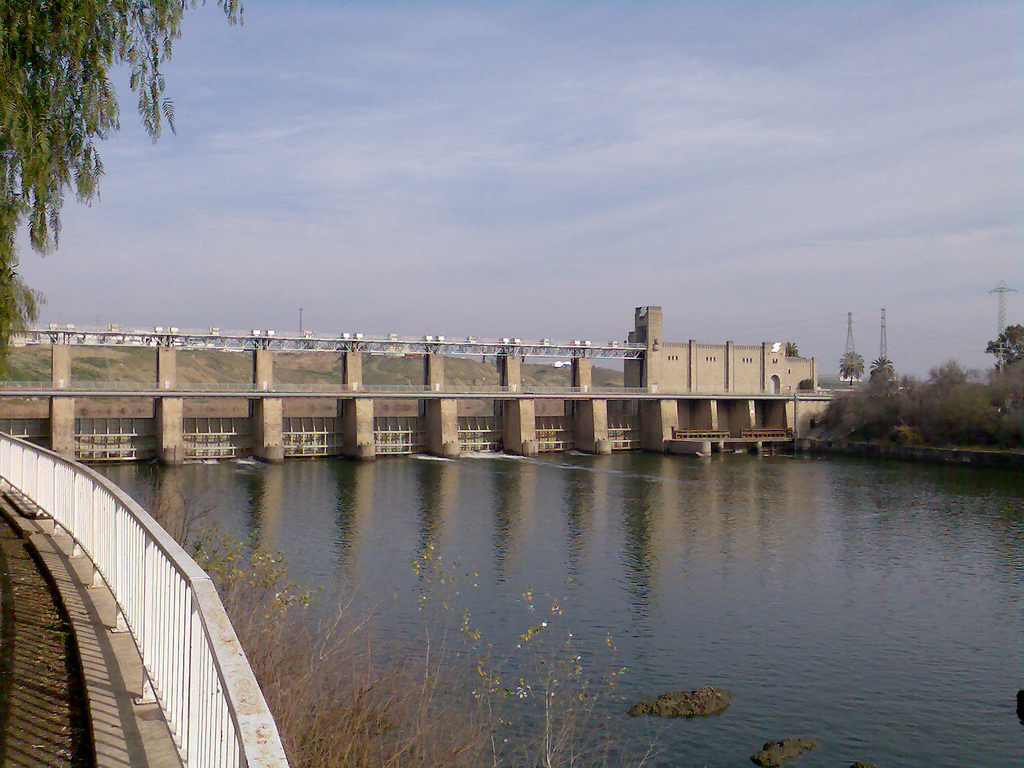
سد في قلعة النهر

قلعة النهر هي بلدية في إشبيلية ، إسبانيا . كان عدد سكانها 9317 نسمة في عام 2005. تبلغ مساحتها حوالي 83 كيلومترًا مربعًا وتبلغ الكثافة السكانية فيها 112.3 نسمة لكل كيلومتر مربع. يبلغ ارتفاعها 30 مترًا (حوالي 100 قدم) وتقع على بعد 13 كيلومترًا من إشبيلية.